# 慕澤村

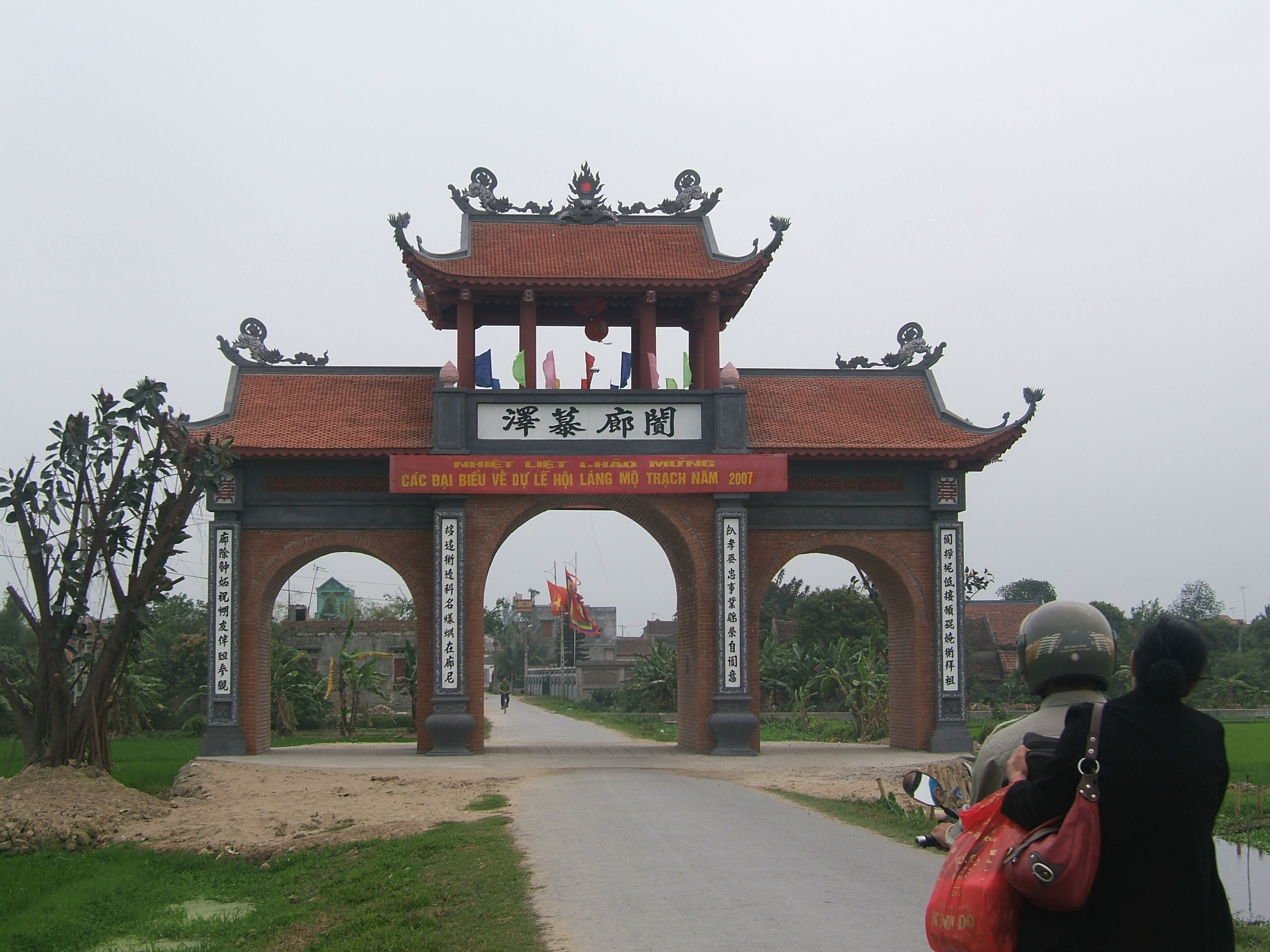
慕澤

慕澤村（越南语：／）是越南歷史上著名的古村莊，因歷代進士輩出而聞名全國，被譽為“獨一無二”的進士之鄉。今屬海陽省平江縣新鴻社。

## 地理
慕澤村靠近國道5號，距河內市50公里，海陽市30公里，现属海阳省平江县新鸿社管辖。

## 歷史
相傳慕澤村為福建人武渾所建。唐朝會昌年間，武渾任交州刺史，在交州境內遊覽山川名勝，“见泽邑脉结螺肠，五岳朝穴，为世出名魁之地，遂卜居焉”。
陈朝时，谅江知府黎汝猷娶慕泽社女为妻，因此迁居慕泽，开慕泽黎族。
相傳高駢七世孫高閭來到安南國堪輿風水。來到慕澤社後，稱“此進士巢也”。

## 進士列表
陳朝兴隆十二年（1304年），武堯佐、武農兄弟二人在太學生試中中選，開慕澤科舉之先。自大和六年（1448年）武德林中進士起，唐安縣慕泽社中进士者共33人，其中武氏27人，黎氏4人，汝氏1人，阮氏1人。
- 武堯佐，太學生試中選（1304年）
- 武農，太學生試中選（1304年）
- 黎景詢，太學生試中選（1381年）
- 武德林，大和六年進士（1448年）
- 武有，光順四年進士（1463年），武堯佐之曾孫
- 武德康，洪德三年進士（1472年）
- 武瓊，洪德九年進士（1478年）
- 武惇，洪德十八年進士（1487年）
- 武慎貞，景統二年進士（1499年）
- 武幹，景統五年進士（1502年），武瓊之子
- 黎鼐，端慶元年狀元（1505年），武瓊之婿
- 黎鼒，洪順三年進士（1511年），黎鼐之弟
- 武麟趾，光紹五年進士（1520年）
- 黎光賁，統元五年進士（1526年），黎鼐之子
- 汝茂祖，統元五年進士（1526年）
- 武靖，莫朝淳福元年進士（1562年）
- 武棠，莫朝淳福四年進士（1565年）
- 武拔萃，德隆六年進士庭元（1634年）
- 武良，福泰元年進士（1643年）
- 武卓瑩，盛德四年進士（1656年）
- 武登龍，盛德四年進士（1656年）
- 武公亮，盛德四年進士（1656年）
- 武求誨，永壽二年進士（1659年）
- 武弼諧，永壽二年進士（1659年）
- 武公道，永壽二年進士（1659年）
- 黎公朝，永壽二年進士（1659年），黎光賁曾孫
- 武惟斷，景治二年進士（1664年）
- 武公平，景治二年進士（1664年）
- 武廷臨，景治八年進士（1670年）
- 武惟匡，景治八年進士（1670年）
- 武廷韶，永治五年進士（1680年）
- 武仲程，正和六年進士（1685年）
- 阮常盛（阮常泰），正和二十四年進士（1703年）
- 武廷恩，永盛八年進士（1712年）
- 武芳堤（武方瑅），永佑二年進士（1736年）
- 武輝珽，景興十五年進士（1754年）

### 引用
1. ↑  .   [2017-10-27]. （原始内容存档于2019-09-10）.
2. ↑  《南天珍異集·慕澤武族》
3. ↑  武方瑅《公餘捷記·慕澤武族》
4. ↑  《鼎锲大越历朝登科录》